# Stanley (Falkland-szigetek)
Stanley a Falkland-szigetek fővárosa és egyben legnépesebb települése is. Lakosainak száma  a 2006-os népszámlálás szerint 2115 fő.

## Fekvése
Kelet-Falkland szigetén fekszik, a keleti parton, a szigetek egyik legcsapadékosabb részén. A 2006-os népszámlálás szerint a lakosok száma 2115 fő. Bár Stanely a Föld legdélebben fekvő adminisztratív központja, de mivel a Falkland-szigetek nem önálló állam, a legdélebbi fővárosnak az új-zélandi Wellington számít.

## Története
A szigetek eredeti központja a mai Stanleytől északra fekvő Port Louis volt. Moody kormányzó azonban úgy döntött, hogy a központot a mai Port Jacksonba költözteti át, mely mélyebb kikötővel rendelkezett. Port Jacksont pedig átkeresztelte Stanley Harbour-ra. (Lord Stanley külügyminiszter után).
1982-ben, a Falkland-szigeteki háború idején az argentin csapatok körülbelül tíz hétre megszállták a várost. Az argentinok átnevezték Stanleyt Puerto Argentino-ra, ami annak ellenére, hogy a szigeteken a települések spanyol nevei is hagyományosan használatban vannak, sok szigetlakó számára különösen sértő volt, mivel a település argentin voltát hangsúlyozta. A település jelentős károkat szenvedett a háború során mind az argentin megszállók, mind a brit haditengerészet bombázása miatt, ami három civilt meg is ölt. Miután a britek elfoglalták a város melletti magaslatot, az argentinok visszavonultak és harc nélkül átadták a települést. A háború után a környező területeken és partszakaszokon nagy mennyiségű telepített akna maradt vissza.
A háború után Stanley sokat profitált a halászat és a turizmus fejlődéséből. A település mérete is jelentősen növekedett, különösen a városmagtól keletre. Stanley ma közel egyharmadával nagyobb, mint 1982-ben.

## Képgaléria

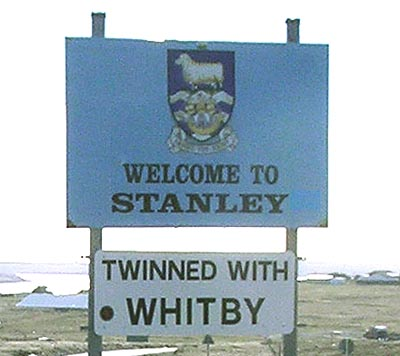
Stanley bejáratánál
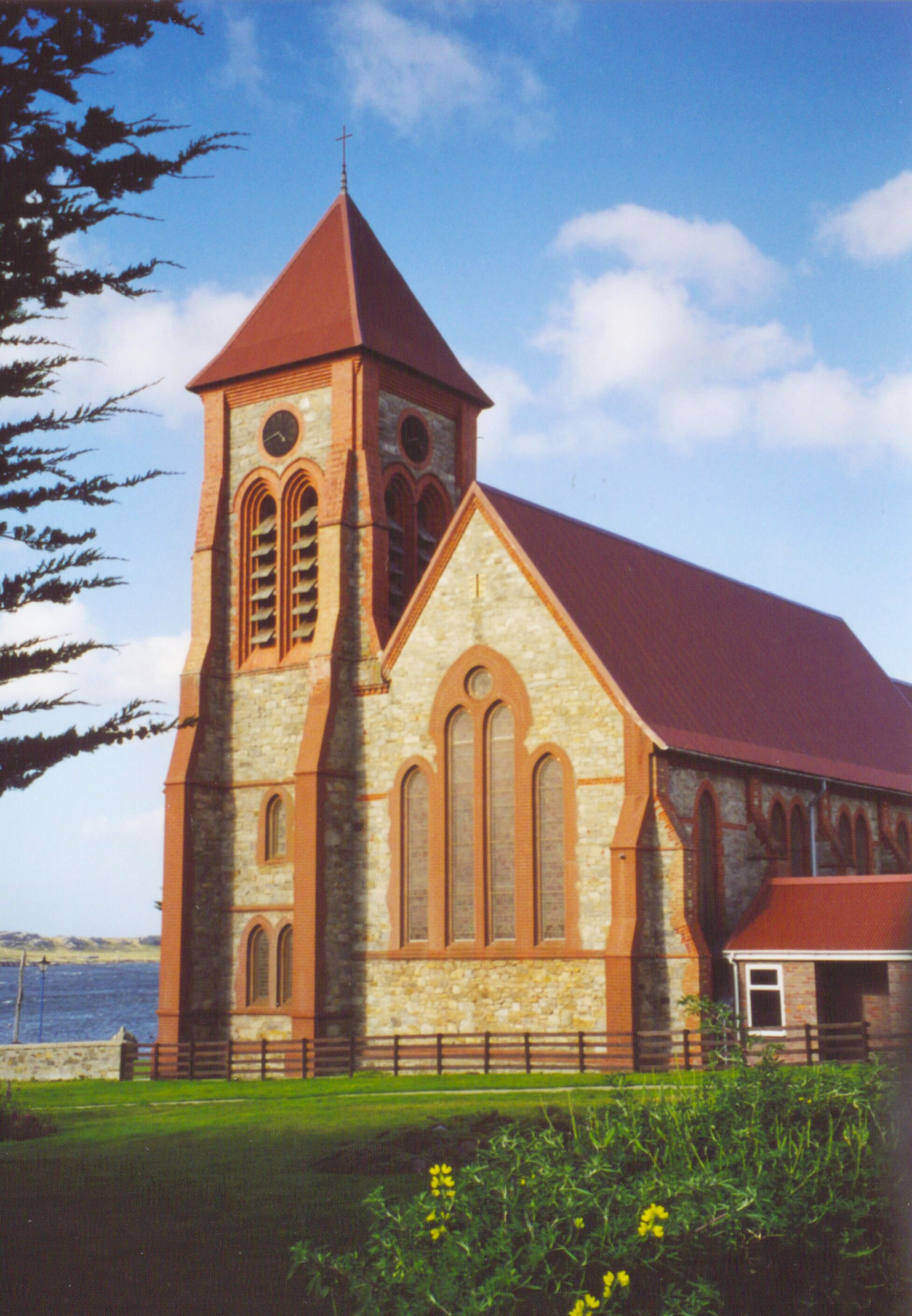
Templom
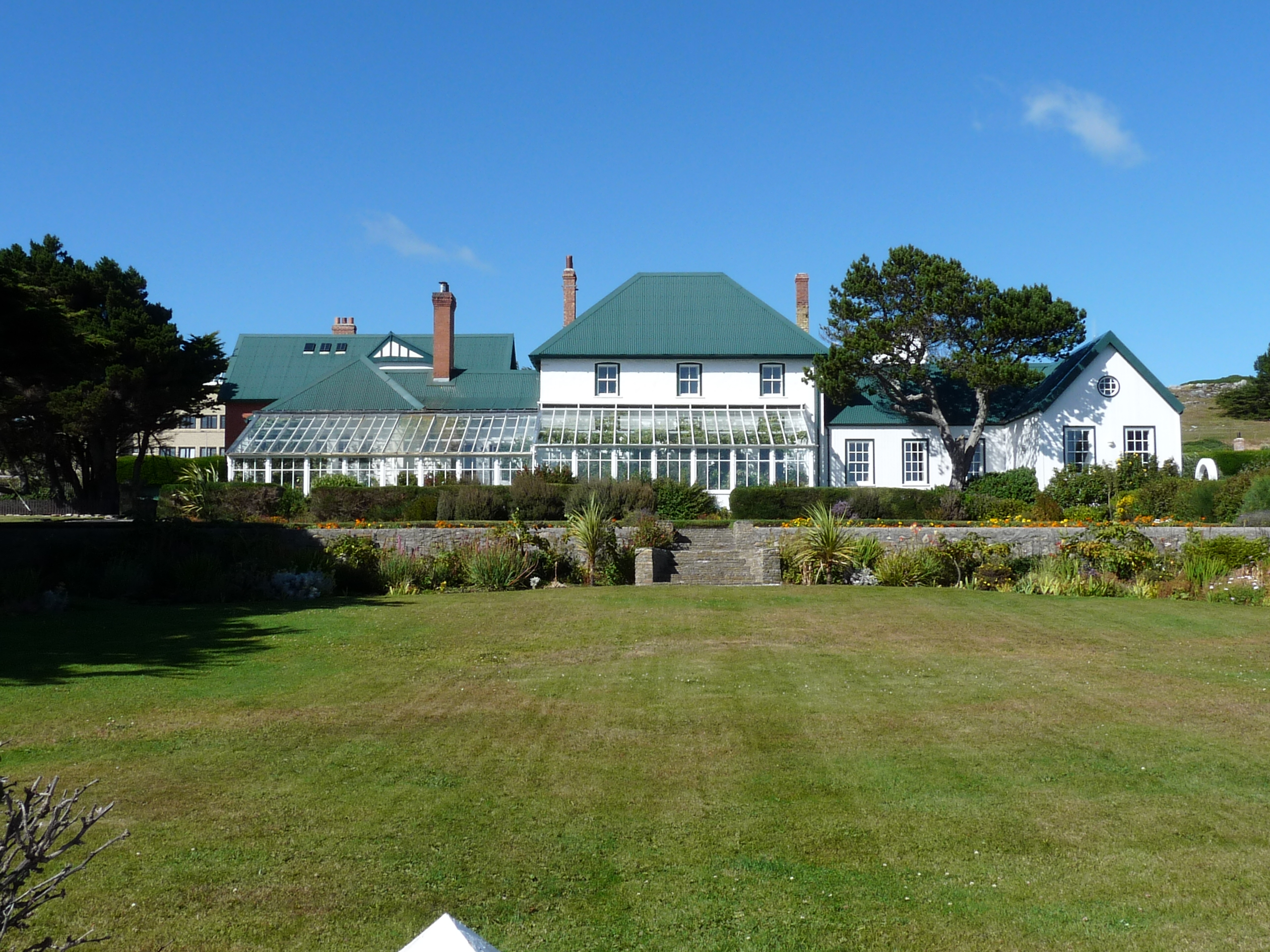
A kormányzó háza
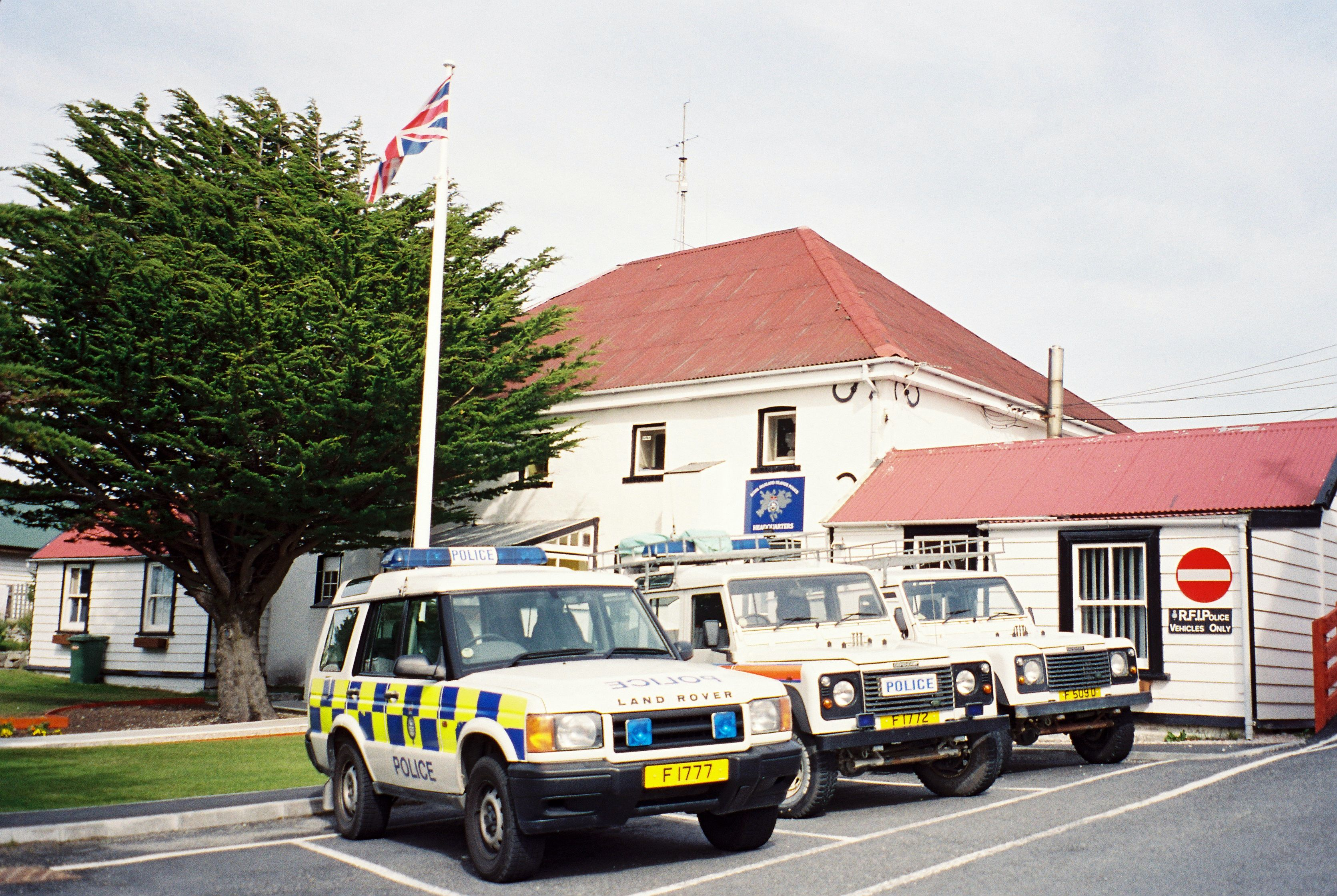
Rendőrség

## Fordítás
Ez a szócikk részben vagy egészben  a   Stanley, Falkland Islands című angol Wikipédia-szócikk fordításán alapul.  Az eredeti cikk szerkesztőit annak laptörténete sorolja fel. Ez a jelzés csupán a megfogalmazás eredetét és a szerzői jogokat jelzi, nem szolgál a cikkben szereplő információk forrásmegjelöléseként.